# 徐琰 (搏击选手)
徐琰（1987年11月17日—），山东滨城人，中国首批职业搏击选手，同时也是在K-1擂台成绩最为突出的中国选手。曾在2009年的搏击舞台日本K-1上KO了日本名将长岛雄一郎，徐琰因此在世界和日本本土成名。在2012年2月举行的Krush16赛上，徐琰KO日本名将山本优弥，扬威东京。

## 主要成绩
- 2003年获得山东省淄博市散打锦标赛65kg级冠军
- 2004年获得山东省淄博市散打锦标赛65kg级冠军
- 2005年获得山东省散打锦标赛70kg级冠军
- 2005年全国俱乐部邀请赛70kg级冠军
- 2006年中美散打大会70kg级冠军